# Alameda (condado de Kern)
Alameda es un área no incorporada ubicada en el condado de Kern en el estado estadounidense de California.

## Geografía
Alameda se encuentra ubicada en las coordenadas 35°14′16″N 119°0′11″O / 35.23778, -119.00306.